# Teorie invariantů
Teorie invariantů je podobor abstraktní algebry, který se zabývá akcemi grup na algebraické varietě z pohledu jejich efektu na funkce. Klasicky se teorie zabývá otázkou explicitního popisu polynomiálních funkcí, které se nemění, nebo jsou "invariantní" při transformacích z dané lineární grupy.
Teorie invariantů konečných grup úzce souvisí s Galoisovou teorii. Jeden z prvních důležitých výsledků byla hlavní věta o symetrických funkcích, která popisovala invarianty symetrické grupy Sn působící na okruh polynomů R[x1, …, xn] permutacemi proměnných. Obecněji, Chevalley–Shephard–Toddův teorém charakterizuje konečné grupy, jejichž algebra invariantů je okruh polynomů. Moderní výzkum v teorii invariantů konečných grup zdůrazňuje "efektivní" výsledky, jako například explicitní odhady stupňů generátorů. Případ pozitivní charakteristiky, ideologicky blízký modulární reprezentační teorii, je oblast intenzivního studia s odkazy na algebraickou topologii.
Teorie invariantů konečných grup je pevně spojena s rozvojem lineární algebry, specificky s teoriemi kvadratických forem a determinantů. Další subjekt se silným vzájemným vlivem byla projektivní geometrie, kde teorie invariantů měla mít hlavní roli v organizaci materiálu. Jeden z hlavních prvků tohoto vztahu je symbolická metoda. Reprezentační teorie poloprosté Lieovy grupy má své kořeny v teorii invariantů.